# Lucélia Santos
Maria Lucélia dos Santos (n. 20 mai 1957, Santo André, São Paulo, Brazilia) este o actriță braziliană.
A fost renumită la nivel internațional pentru performanța sa în telenovela Escrava Isaura. Cu romanul, a călătorit în mai multe țări, cum ar fi Rusia, Polonia și China. În 1985 a câștigat premiul "Golden Eagle", oferit pentru prima dată unui popor chinez prin vot direct. Escrava Isaura este cel mai numit și prezentat produs în genul telenovelă din lume, potrivit unui sondaj al programului american Good Morning America.
Cu renume internațional cucerit de romanul Escrava Isaura, a vizitat, ca oaspete, mai multe țări și chiar a integrat o delegație de președinți ai Republicii. Cu Fernando Henrique Cardoso s-a aflat în China, unde a fost primită cu căldură de către prim-ministrul Deng Xiaoping.
Unul dintre cei mai arzători fani ai lui a fost Fidel Castro. În colecția de videoclipuri ale liderului cubanez, o proeminentă casetă VHS a filmului Luz del Fuego s-a remarcat.

## Biografie
Lucélia este fiica lui Maurílio Simões dos Santos și Maria Moura dos Santos.

## Viața personală
Ea a fost căsătorită cu maestrul John Neschling, cu care are un fiu, Pedro Neschling, care este și actor.

## Filmografie

### Televiziune
- 1976: Escrava Isaura - Isaura dos Anjos / Elvira
- 1977: Locomotivas - Fernanda Cabral
- 1978: Dancin' Days - Loreta
- 1978: Ciranda Cirandinha - Tatiana
- 1979: Feijão Maravilha - Eliana
- 1979: Malu Mulher - Josineide (episod: "Ainda Não é Hora")
- 1979: Plantão de Polícia - Marcela (episod: "Despedida de Solteiro")
- 1980: Água Viva - Janete
- 1981: Ciranda de Pedra -  Virgínia Prado
- 1983: Guerra dos Sexos - Carolina
- 1984: Meu Destino é Pecar - Helena Castro Avelar
- 1984: Vereda Tropical - Silvana Rocha
- 1986: Sinhá Moça - Sinhá Moça (Maria das Graças Ferreira)
- 1987: Carmem - Carmem
- 1990: Brasileiras e Brasileiros - Paula
- 1995: Sânge din sângele meu - Júlia Camargo
- 1996: Dona Anja - Dona Anja
- 2001: Malhação - Jackeline Lemos
- 2006: Cidadão Brasileiro - Fausta Gama
- 2007: Donas de Casa Desesperadas - Suzana Mayer
- 2008: Casos e Acasos - Lucila
- 2011: Aline - Débora
- 2018: Salve-se Quem Puder - Edmilda[3]

### Filme
- 1976: Um Brasileiro Chamado Rosaflor
- 1976: O Ibraim do Subúrbio
- 1976: Já Não Se Faz Amor Como Antigamente
- 1977: Paranóia as Lúcia Riccelli
- 1981: Bonitinha, mas Ordinária ou Otto Lara Resende - Maria Cecília Werneck
- 1981: Engraçadinha - Engraçadinha
- 1981: Álbum de Família - Glória
- 1982: Luz del Fuego - Luz del Fuego
- 1982: O Sonho Não Acabou - Lucinha
- 1985: Fonte da Saudade - Bárbara/Guida/Alba
- 1986: Baixo Gávea - Clara[4]
- 1986: As Sete Vampiras - Elisa Machado
- 1989: Kuarup - Lídia
- 1993: Vagas Para Moças de Fino Trato - Lúcia
- 2001: Três Histórias da Bahia
- 2003: O Ovo
- 2009: Destino - Luíza
- 2010: Lula, o filho do Brasil - lärare av Lula
- 2014: Casa Grande - însăși